# 珍妮特
珍妮特（英语：Jeannette）是一个位于美国宾夕法尼亚州威斯特摩兰县的城市。珍妮特 成立于1888年。这座城市的名字来源于城市创始人之一的H. 塞勒斯·麦基 (H. Sellers McKee)，他希望以自己的妻子的名字命名这座新城镇：珍妮特，以纪念他的妻子。 2013年7月，这座城市庆祝了建城125周年。根据2010年人口普查，人口为9,654人。

## 地理
珍妮特位于40°19′44″N-79°36′50″W (40.328773, -79.613997)。
根据美国人口普查局的数据，该市总面积为2.39平方英里（约6.2平方公里），全部为土地，没有水域。

## 历史
对珍妮特这个地区最古老的记录是该地区在1763年庞蒂亚克战争中所扮演的角色。同年8月5日至6日，布希伦战场上亨利·博凯上校率领英美军队在印第安战役中击败印第安人，这场胜利被认为有助于阻止印第安人对皮特堡（今匹兹堡）的占领，并达到了重新恢复通讯和补给线的目的。
珍妮特于1889年6月7日作为行政区设立，这座城市赢得了“玻璃城”的绰号，因为该地区建立了众多玻璃工厂，这些工厂为这个威斯特摩兰县的小镇作为第一个大型制造业的最初地位做出了贡献。1938年1月1日，珍妮特成为三级城市，律师约翰·M·奥康奈尔 (John M. OConnell) 担任首任市长。
珍妮特市历史上有多达7家重要工厂在运营，其中包括一些玻璃行业历史上最著名的工厂。多年来的一些估计表明，珍妮特曾经生产了世界上70%到85%的玻璃。不幸的是，珍妮特的玻璃工业是美国早期工业的受害者之一，廉价的外国竞争使得海外生产玻璃的成本降低，如今该市只剩下两家玻璃工厂。

## 市政

### 市政府和服务
- 珍妮特政府负责警察局、消防局、公共图书馆、公园和娱乐部门以及公共工程部门。
  - 公园和娱乐部门- 该部门管理着八个公园，其中包括游乐场、球场和篮球场（每天从黎明到黄昏开放）。
  - 废物管理处——该市每周五天、每天运营两辆垃圾车，覆盖住宅和商业账户。商业账户按照预先设定的时间表提供服务，可以每天或根据需要提供服务。

### 公共安全和生活水平
- 犯罪——截至2011年，珍妮特的犯罪率包括每10万人196.2起入室盗窃和每10万人505.9起盗窃案。
- 垃圾回收——在珍妮特是强制性的。
- 社区发展——该市雇用一名协调员和工作人员来协助居民。

## 人口统计
| 调查年   | 人口   | 备注 | %±     |
| -------- | ------ | ---- | ------ |
| 1890     | 3,296  |      | —      |
| 1900     | 5,865  |      | 77.9%  |
| 1910     | 8,077  |      | 37.7%  |
| 1920     | 10,627 |      | 31.6%  |
| 1930     | 15,126 |      | 42.3%  |
| 1940     | 16,220 |      | 7.2%   |
| 1950     | 16,172 |      | −0.3%  |
| 1960     | 16,565 |      | 2.4%   |
| 1970     | 15,209 |      | −8.2%  |
| 1980     | 13,106 |      | −13.8% |
| 1990     | 11,221 |      | −14.4% |
| 2000     | 10,654 |      | −5.1%  |
| 2010     | 9,654  |      | −9.4%  |
| 2020     | 8,780  |      | −9.1%  |
| Sources: |        |      |        |

截至2010年人口普查，该市共有人口9,654人、4,630户、2,949个家庭。人口密度为每平方英里4,414.3人（1,704.4/km 2）。共有5,139套住房，平均密度为每平方英里2,129.3套（822.1套/平方公里）。该市2010年的种族构成为：白人77.81% 、非裔美国人20.19%、美洲原住民0.08% 、亚洲人0.09% 、太平洋岛民0.04% 、其他种族0.20% 、两个或两个以上种族1.60%。任何种族的西班牙裔或拉丁裔人口均占人口的0.50%。
共有4630户，其中26.7%有18岁以下儿童，45.3%为已婚夫妇同居，14.9%为女户主且无丈夫，36.3%为非家庭。32.4%的家庭由个人组成，15.9%的家庭有65岁或以上的独居者。平均家庭人数为2.29人，平均家庭人数为2.89人。
全市人口分布较为分散，18岁以下人口占22.1%，18岁至24岁人口占7.4%，25岁至44岁人口占28.4%，45岁至64岁人口占22.2%，65岁及以上人口占20.0%。中位年龄为40岁。每100名女性对应87.6名男性。每100名18岁及以上女性中就有83.5名男性。
2011 年该市家庭收入中位数为31,498美元。家庭的中位收入为37, 038美元。男性的中位收入为32,413美元，而女性的中位收入为21,702美元。该市的人均收入为15,961美元。约10.9%的家庭和15.0%的人口处于贫困线以下，其中18岁以下的人口占21.2%，65岁或以上的人口占13.2%。

## 名人
- 史蒂夫·奥古斯特 (Steve August)，NFL 西雅图海鹰队 (1977-84) 和匹兹堡钢人队 (1984) 的进攻截锋
- Karen D. Beyer ，利哈伊谷第 131 区前州代表
- 巴斯特·克拉克森 (Buster Clarkson)，黑人联盟棒球运动员，退役后住在珍妮特 (Jeannette)
- 狄米崔斯·考克斯，美国橄榄球运动员
- 克莱尔·克里布斯 (Claire Cribbs)，匹兹堡大学两届全美篮球运动员（1933-34 和 1934-35）
- 安布罗斯·巴蒂斯塔·德保利 (Ambrose Battista De Paoli)，罗马天主教大主教兼大使
- 弗兰克·菲茨西蒙斯 (Frank Fitzsimmons)， 1967-1981 年国际卡车司机兄弟会主席，出生于珍妮特
- Mike Getto，匹兹堡大学全美橄榄球运动员和国家橄榄球联盟布鲁克林道奇队的橄榄球教练（1942 年）
- 莫妮卡·李·格拉迪舍克配音演员
- Slide Hampton，爵士长号手，出生于珍妮特
- 迪克·霍克（Dick Hoak），前匹兹堡钢人队跑卫（1969-70）和跑卫教练（1972-2006），出生于珍妮特
- 杰克·G·梅雷尔（Jack G. Merrell），美国空军四星上将
- 沃恩·梦露 (Vaughn Monroe)，20 世纪 40 年代至 50 年代乐队领队、歌手和演员；在珍妮特上高中
- 玛丽莎·莫斯 (Marissa Moss)，十多本儿童读物的作者，出生于珍妮特，2 岁时移居加利福尼亚州
- 特雷尔·普赖尔 (Terrelle Pryor)，前珍妮特·松鹰队 (Jeannette Jayhawks) 高中四分卫，俄亥俄州立大学七叶树队(Ohio State Buckeyes)首发四分卫，以及NFL四分卫和外接手
- William A. Shomo，王牌战斗机飞行员和二战荣誉勋章获得者
- LaMont “ShowBoat” Robinson，前高中篮球运动员，珍妮特·松鹰队 (Jeannette Jayhawks)，坎卡基社区学院 (1981–82)，中央州立大学 (1986–87) USBL 骑士队 (1988) Meadowlark Lemon 哈莱姆区全明星，与哈莱姆区比赛的华盛顿将军队环球旅行者队 (1989 年前往俄罗斯巡演) (1988-1994) 哈林路国王队 (1995-2009) 哈林小丑队 (2010 年至今) 罗宾逊还于 2018 年和 2019 年入选奈史密斯篮球名人堂。国家节奏创始人密歇根州底特律的蓝调名人堂。